# Степь (агрохолдинг)
«Степь» — российский агрохолдинг, объединяющий активы АФК «Система» в области сельского хозяйства. Ключевые направления деятельности: растениеводство, молочное животноводство, трейдинг сельскохозяйственной продукции, сахарный и бакалейный трейдинг, садоводство. Земельный банк холдинга — 578 тысяч га (4-е место в рейтинге крупнейших землевладельцев России — 2022 от Forbes Russia). Активы холдинга расположены в Ростовской области, Краснодарском и Ставропольском краях.

## История
История холдинга начинается в 2014 году, когда дочерние структуры АФК «Система» купили у Константина Аверина растениеводческие хозяйства, расположенные в Краснодарском крае. Годом позже у Аверина была приобретена «Родина», специализирующаяся на молочном животноводстве. 
В 2016 году «Степь» приобрела у Константина Аверина компании «Сады Кубани» и «Трудовое», специализирующиеся на выращивании фруктов и овощей.
С 2017 года холдинг активно использует искусственный интеллект. В 2017—2021 годах «Степь» вложила в сельскохозяйственную цифровизацию около 500 млн рублей.
В 2018 году «Степь» создала в Швейцарии торговую компанию Steppe Traiding SA для продажи своей продукции на мировых рынках.
В 2018 году холдинг купил компанию «Инвестпром-опт» — крупнейшего сахарного трейдера России.
В 2020 году «Степь» купила СПК «Родная земля» (30000 га) и стала крупнейшим землевладельцем Ростовской области.
В июле 2021 года «Степь» приобрела 100% акций группы «Пир», специализирующейся на дистрибуции и производстве фасованных сыров. 
В 2023 году продолжилось расширение земельного банка в Ставрополье: в апреле холдинг выкупил 26000 га земель (СП «Гвардеец»), в июле — ещё 18000 га (предприятия «Сергиевское» и «Хуторок»).
Летом 2024 года генеральный директор «Степи» Андрей Недужко сообщил о планах производства сельхозтехники совместно с китайскими партнёрами.
В 2024 году агрохолдинг разработал собственный логистический софт, который позволяет значительно оптимизировать все логистические процессы.
В марте 2025 года «Степь» стала единственным владельцем компании «РЗ Агро», основанной семьёй Луи-Дрейфус и АФК «Система» в 2012 году как совместное предприятие.

## Показатели деятельности
Показатели 2023 года:
- сбор сельскохозяйственных культур — около 2 млн тонн, в том числе 1,1 млн тонн пшеницы;
- надой молока — 180 тысяч тонн;
- урожай яблок — около 30 тысяч тонн;
- отгружено более 350 тысяч тонн бакалейной продукции и сахара.